# Cua de ventall pitblanc
El cua de ventall pitblanc (Rhipidura leucothorax) és un ocell de la família dels ripidúrids (Rhipiduridae).

## Hàbitat i distribució
Habita zones de herba alta, arbusts, matolls i vegetació secundària de Nova Guinea a les terres altes de Nova Guinea.